# Oddział czat
Oddział czat – część sił (od wzmocnionej kompanii do wzmocnionego batalionu) wydzielonych ze składu wojsk w czasie odpoczynku w celu ich ubezpieczenia. Otrzymuje pas ubezpieczenia o ustalonej szerokości, w którym wystawia czaty.
W razie napadu nieprzyjaciela nawiązuje z nim walkę i powiadamia o tym ubezpieczane wojska.
Oddział czat organizowany jest na kierunkach szczególnie zagrożonych. Może występować w sile batalionu lub wzmocnionej kompanii. Wyznacza się mu rubież obrony oraz pas ubezpieczenia i obrony. Oddział działa zazwyczaj w odległość od 5 do 15 km od rejonu ześrodkowania i ubezpiecza pas o szerokości 5−10 km. Sam ubezpiecza się elementami ubezpieczeń bezpośrednich.
Ugrupowanie bojowe oddziału czat zawiera także elementy rozpoznawcze. Zazwyczaj są to posterunki obserwacyjne. Własne ubezpieczenia bezpośrednie to placówki, patrole i czujki.  Wyznaczany jest odwód w gotowości do wsparcia działań. Oddział wzmacniany jest pododdziałami rodzajów wojsk.